# Essingen, Württemberg
Essingen är en kommun och ort i Ostalbkreis i regionen Ostwürttemberg i Regierungsbezirk Stuttgart i förbundslandet Baden-Württemberg i Tyskland.
Kommunen ingår i kommunalförbundet Aalen tillsammans med staden Aalen och kommunen Hüttlingen.